# Bay City, Michigan
Bay City är en stad i Michigan i nordöstra USA med drygt 36 800 invånare (2000). Bay City är administrativ huvudort i Bay County.

## Kända personer från Bay City
- Madonna, artist